# Eva Martincová
Eva Martincová (* 4. März 1975 in Brünn, Tschechoslowakei) ist eine ehemalige tschechische Tennisspielerin.

## Karriere
Auf der WTA Tour konnte sie einen Doppeltitel gewinnen und auf dem ITF Women’s Circuit gewann sie insgesamt neun Doppeltitel.
Für die tschechische Fed-Cup-Mannschaft bestritt sie 1994 und 1997 drei Partien im Doppel, von denen sie keine gewann.

## Turniersiege

### Doppel
| Nr. | Datum       | Turnier      | Kategorie    | Belag | Partnerin    | Finalgegnerinnen                    | Ergebnis      |
| --- | ----------- | ------------ | ------------ | ----- | ------------ | ----------------------------------- | ------------- |
| 1.  | August 1999 | Knokke-Heist | WTA Tier IVb | Sand  | Elena Wagner | Jewgenija Kulikowskaja Sandra Načuk | 3:6, 6:3, 6:3 |